# Jasmine Thompson
Jasmine Ying Thompson (sinh ngày 08 tháng 11 năm 2000) là ca sĩ, nhạc sĩ người Anh. Cô bắt đầu nổi tiếng sau khi kết hợp với Robin Schulz trong ca khúc "Sun Goes Down" - ca khúc đã lọt top 10 trong bảng xếp hạng của hơn 10 quốc gia như: Úc, Đức, Áo, Thụy Sĩ... Kênh YouTube của cô đã đạt hơn 2.3 triệu đăng ký theo dõi và hơn 250 triệu lượt xem. Bản acoustic cover "Ain't Nobody" của cô đã lọt top 32 trong bảng xếp hạng UK Singles Chart, sau đó được remix bởi DJ người Đức Felix Jaehn, bản remix đã trở thành một hit lớn, lọt top 2 bảng xếp hạng tại UK, và thu hút hơn 120 triệu lượt xem trên YouTube.

## Discography

### Studio albums
| Bundle of Tantrums         | - Released: ngày 6 tháng 9 năm 2013 - Label: N/A (independent) - Định dạng: Tải xuống kỹ thuật số  | 160 | 8 |
| Another Bundle of Tantrums | - Released: ngày 20 tháng 4 năm 2014 - Label: N/A (independent) - Định dạng: Tải xuống kỹ thuật số | 126 | — |

### Extended plays
| Title                 | Details                                                                                              |
| --------------------- | --- |
| Under the Willow Tree | - Released: ngày 20 tháng 10 năm 2013 - Label: N/A (independent) - Định dạng: Tải xuống kỹ thuật số  |
| Take Cover            | - Released: ngày 9 tháng 12 năm 2014 - Label: N/A (independent) - Định dạng: Tải xuống kỹ thuật số   |
| Adore                 | - Released: ngày 18 tháng 9 năm 2015 - Label: Atlantic Records - Định dạng:CD, Tải xuống kỹ thuật số |

### Singles

#### As lead artist
| 2013                                                         | "Ain't Nobody" | 32 | —  | 76 | —  | 32 | —  | Non-album single |
| 2015                                                         | "Adore"        | —  | 91 | —  | 34 | —  | 39 | Adore            |
| 2015                                                         | "Do It Now"    | —  | —  | —  | —  | —  | —  | Adore            |
| "—" denotes a single that did not chart or was not released. |                |    |    |    |    |    |    |                  |

#### As featured artist
| Year                                                                           | Title                                                                     | Peak chart positions | Peak chart positions | Peak chart positions | Peak chart positions | Peak chart positions | Peak chart positions | Peak chart positions | Peak chart positions | Peak chart positions | Peak chart positions | Peak chart positions | Peak chart positions | Peak chart positions | Album             |
| Year                                                                           | Title                                                                     | UK                   | AUS                  | AUT                  | BEL (FL)             | BEL (WA)             | DEN                  | FRA                  | GER                  | IRE                  | ITA                  | NLD                  | SWE                  | SWI                  | Album             |
| ------------------------------------------------------------------------------ | ------------------------------------------------------------------------- | -------------------- | -------------------- | -------------------- | -------------------- | -------------------- | -------------------- | -------------------- | -------------------- | -------------------- | -------------------- | -------------------- | -------------------- | -------------------- | ----------------- |
| 2014                                                                           | "Sun Goes Down" (Robin Schulz featuring Jasmine Thompson)                 | 94                   | 7                    | 3                    | 6                    | 8                    | —                    | 15                   | 2                    | 11                   | 62                   | —                    | 57                   | 3                    | Prayer            |
| 2015                                                                           | "Ain't Nobody (Loves Me Better)" (Felix Jaehn featuring Jasmine Thompson) | 2                    | 6                    | 1                    | 6                    | 7                    | 2                    | 2                    | 1                    | 5                    | 22                   | 1                    | 7                    | 5                    | Non-album singles |
| 2015                                                                           | "Unfinished Sympathy" (The Six featuring Jasmine Thompson)                | —                    | —                    | —                    | —                    | 32                   | —                    | —                    | —                    | —                    | —                    | —                    | —                    | —                    | Non-album singles |
| "—" denotes a single that did not chart or was not released in that territory. |                                                                           |                      |                      |                      |                      |                      |                      |                      |                      |                      |                      |                      |                      |                      |                   |